# Jean de Durat
Jean de Durat (* 1. August 1839 in Marcillat-en-Combraille; † 10. Dezember 1881 im Kloster Sept-Fons) war ein französischer Zisterzienserabt.

## Leben
Jean de Durat wurde als Spross der Adelsfamilie Durat auf Schloss Le Ludaix im Département Allier geboren. Seine Mutter war Ehrenfräulein der Herzogin von Berry. Mit sechs Jahren verlor er den Vater, mit zwölf Jahren die Mutter. Erzogen wurde er auf dem Schloss von dem Gutsverwalter, der ihn umfassend in die Landwirtschaft einweihte. Am 21. Mai 1861 trat er im Alter von 21 Jahren in das rund 100 km entfernte Zisterzienserkloster Sept-Fons ein, wo er wegen seiner Kompetenz in der Bewirtschaftung des großen Klostergutes bereits am 31. Juli 1865 im Alter von 25 Jahren zum Abt gewählt wurde. Er erfüllte alle in ihn gesetzten Hoffnungen, wurde 1869 von Kaiser Napoleon III. persönlich empfangen und finanziell unterstützt und 1875 Mitglied der nationalen Landwirtschaftsakademie (Académie nationale agricole, manufacturière et commerciale).
In seiner Amtszeit kam es zu den Gründungen von Kloster Chambarand (ab 1868) und, auf Bitten von Erzbischof Pierre-Ferdinand Vitte (1824–1883) (unter Abt Ambroise Janny), der Abtei Notre-Dame-des-Iles in Wagap, Poindimié, in Neukaledonien, Erzbistum Nouméa (1877–1890).
Am 29. März 1880 erließ die  Dritte Republik Dekrete zur Auflösung der Männerklöster. Sofort begann Durat Auslandsreisen zur Erkundung von möglichen Exilklöstern. Im Juli 1880 schickte er ein erstes Kontingent nach Valverde de Alcalá, östlich von Torres de la Alameda (unweit Madrid). Am 6. November 1880 wurde die offizielle Auflösung von Sept-Fons mit Polizeigewalt durchgesetzt. Von den 57 anwesenden Religiosen durften 41 zur Bewirtschaftung des Gutes bleiben, 16 wurden definitiv vertrieben, 7 weitere waren bereits in Spanien. Im Oktober und November 1881 versammelte Durat den gesamten Konvent in dem bereits im August gekauften Anwesen in Rečica an der Kupa, östlich von Karlovac/Carlsstadt in Kroatien, das bis 1894 im Besitz des Klosters blieb.
Nachdem er bereits Ende 1878 den Papst vergeblich in Rom um seine Abberufung (aus gesundheitlichen Gründen) gebeten hatte, wurde er 1880 in Holland beim Besuch eines Grundstücks vom enteigneten Besitzer mit einer Schrotflinte angeschossen. An den Spätfolgen der Verletzungen starb er im Dezember 1881 im Alter von 42 Jahren. Sein Nachfolger wurde Jérôme Guénat.